# Balneario de Panticosa
Balneario de Panticosa ou Balneario de Panticosa - Los Lagos désigne à la fois une station thermale et une station de ski de fond des Pyrénées espagnoles située sur la commune de Panticosa dans la province de Huesca en Aragon.

## Géographie
Située au lieu-dit des Baños de Panticosa au fond de la vallée dite Garganta del Escalar.

## Voies d'accès
Côté français, on y accède soit par la route par le col du Pourtalet, en suivant la A-136 vers le sud jusqu'à Panticosa, soit à pied en randonnée par le port du Marcadau.
Côté espagnol, on y accède par le côté sud de vallée de Tena en suivant la voie A-136 jusqu'à Escarilla, puis en tournant à droite vers Panticosa.